# Васильєвка (Курманаєвський район)
Васи́льєвка (рос. Васильевка) — село у складі Курманаєвського району Оренбурзької області, Росія.

## Населення
Населення — 508 осіб (2010; 720 у 2002).
Національний склад (станом на 2002 рік):
- росіяни — 94 %